# Melignomon
Melignomon là một chi chim trong họ Indicatoridae.